# Околна
Околна (рум. Ocolna) — село у повіті Долж в Румунії. Входить до складу комуни Амерештій-де-Жос.
Село розташоване на відстані 168 км на захід від Бухареста, 56 км на південний схід від Крайови.

## Населення
За даними перепису населення 2002 року у селі проживала 1061 особа.
Національний склад населення села:
| Національність | Кількість осіб | Відсоток |
| -------------- | -------------- | -------- |
| цигани         | 1005           | 94,7%    |
| румуни         | 55             | 5,2%     |

Рідною мовою назвали:
| Мова      | Кількість осіб | Відсоток |
| --------- | -------------- | -------- |
| циганська | 911            | 85,9%    |
| румунська | 150            | 14,1%    |